# Horsaset B
Horsaset B, o Horsiese B (... – 800 a.C. circa), è stato un Primo Profeta di Amon durante la XXII e XXIII dinastia egizia.
| R8 | U36 | D1 · p · n | i | mn · n | N5 · Z1 |

hm ntr tpi n imn r՚
| G5 | H8 · Z1 | t · Q1 |

hr s3 st

Hem netjer tepi en Amon-Ra Horsaset - Primo Profeta di Amon-Ra Horsaset.

## Biografia
Ritenuto da alcuni nipote del suo omonimo, Horsaset B fu il rivale di Osorkon B nella lunga guerra civile che sconvolse Tebe e che vide confrontarsi, di fatto, i sovrani della XXII dinastia con Petubastis I, fondatore della contemporanea XXIII dinastia. In questa lotta Horsaset scelse di affiancarsi a Petubastis I e sedette sul soglio di Primo Profeta nella fasi in cui la guerra risultò favorevole a quest'ultimo sovrano.

È possibile che, verso la fine della guerra civile, abbia regnato in coreggenza con il suo rivale Osorkon B.

Horsaset morì nell'anno 23 del regno di Petubastis I (intorno all'800 a.C.), quando il rango di Primo Profeta era ricoperto da un sacerdote di nome Takelot.